# Restaurant Saison
Restaurant Saison var en dansk restaurant, grundlagt i 1981 på Hotel Østerport på Oslo Plads i København. Den var tildelt én stjerne i Michelinguiden fra 1985 til 1988. Efter to flytninger, lukkede restauranten i Hellerup i 2012. Ejer og køkkenchef var Erwin Lauterbach.

## Historie
Ti år efter at Erwin Lauterbach var blevet udlært kok, åbnede han i 1981 sin første restaurant, som fik beliggenhed på Hotel Østerport på Østerbro.
Saison blev i 1985 den fjerde restaurant i Danmark siden 1983, som blev tildelt én stjerne i den berømte Michelinguiden. Saison fik den fornyet til og med 1988.
Lauterbach flyttede i 1989 restauranten til Skovshoved Hotel i Skovshoved, inden den i 1993 blev rykket til Hellerup Parkhotel.
Efter nogle år med underskud på grund af finanskrisen, valgte Erwin Lauterbach at lukke Saison den 31. august 2012, og efterfølgende bruge sin tid på Restaurant Lumskebugten på Esplanaden, som var blevet erhvervet året før.